# Recife
Recife es una ciudad situada en la costa del océano Atlántico del noreste de Brasil. Es la capital del Estado de Pernambuco. Tiene una población estimada, en 2025, de 1.710.000 habitantes.
Está formada por una llanura aluvial, con islas, penínsulas y manglares como principales características geográficas.
Es la ciudad del noreste con el mejor Índice de Desarrollo Humano (IDH-M) y la cuarta capital brasileña en la jerarquía de la gestión federal (después de Brasilia, Río de Janeiro y São Paulo).
La región metropolitana de Recife, con unos 4 millones de habitantes, es la más poblada del nordeste y la cuarta de todo Brasil, tan solo por detrás de São Paulo, Río de Janeiro y Belo Horizonte.
Hoy en día Recife se ha convertido en una de las principales regiones comerciales, turísticas, culturales, educacionales, logísticas, médicas y de tecnología de Brasil, albergando sedes de grandes empresas tanto públicas como privadas como la SUDENE, la CHESF, la sede nordeste de Infraero, o TV Globo Nordeste, perteneciente a Organizações Globo, entre otras.
El área metropolitana alberga un total de 71 ciudades, que suman un PBI de 135 000 millones de reales.
Además la ciudad destaca por poseer el mayor parque tecnológico de Brasil, el Porto Digital; el mayor número de consulados extranjeros fuera de Río-São Paulo, siendo de hecho la única ciudad a excepción de estas que posee un consulado de Estados Unidos; el segundo mayor centro médico de Brasil; uno de los mayores complejos comerciales del país fuera del estado de São Paulo, el Riomar Shopping y el Shopping Recife; el mayor PIB per cápita y el mayor rendimiento p.c. entre las capitales de la Región Nordeste; es la novena ciudad por número de rascacielos de América, superada tan solo por Nueva York, São Paulo, Río de Janeiro, Toronto, Buenos Aires, Ciudad de México, y Chicago; posee una fuerte industria de construcción civil y en la región metropolitana se encuentra el Complejo Industrial y Portuário de Suape, que alberga el mayor puerto de Brasil así como el mayor astillero del Hemisferio sur.

## Toponimia
Recife proviene de "arrecife", la manera antigua de denominar un arrecife en portugués, ambas originarias del árabe ar-raçif, que significa acera, camino pavimentado, línea de rocas, dique, muro, muelle, embarcadero. En su manera arcaica, "arracefe", la palabra ya se usaba en 1258, según lo registrado por el diccionario José Pedro Machado. Así, el topónimo de la actual ciudad de Recife resulta del accidente geográfico, cuya designación se registra por primera vez en el Diario de Pero Lopes de Souza, que llamó a su puerto natural "Barra dos Arrecifes" (1532), y en el llamado Foral de Olinda (1537), en la que el primer concesionario, Duarte Coelho, lo llama "corriente del mar de los Arrecifes dos Navios". En el mapa del cartógrafo João Teixeira Albernaz (1618) el lugar está registrado como "Lugar do Recife", una cierta mención de los comienzos del antiguo asentamiento, más tarde llamado Vila de Santo Antônio do Recife (1709) y, finalmente, la ciudad de Recife ( 1823).
En general, el nombre del municipio dentro de las oraciones está precedido por un artículo masculino, como es el caso de los municipios de Río de Janeiro, Crato, Cabo de Santo Agostinho y otros. En este sentido, muchos intelectuales de Recife y Pernambuco ya se han pronunciado, entre ellos Gilberto Freyre, en su libro "¡O Recife, sí! Recife, no!", En 1960. Por otro lado, el gramático Napoleão Mendes de Almeida afirma, por una larga razón, que el artículo definitivo no debe usarse para referirse a la ciudad, sino solo al barrio homónimo: "el barrio de Recife en la ciudad de Recife".

## Historia
Ver artículo principal: Historia de Recife.

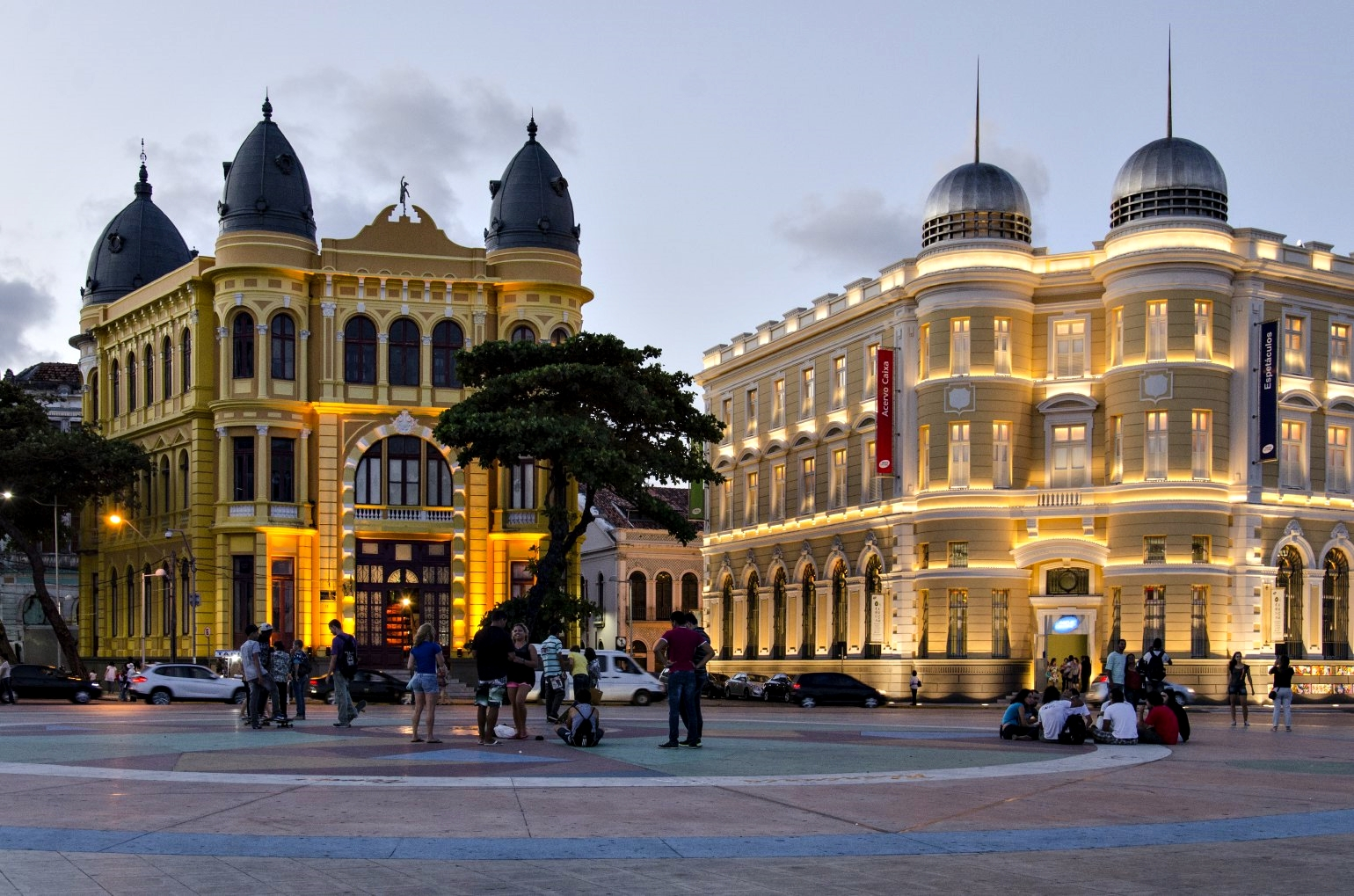
Marco Zero en Recife Antigo.

Recife, capital del Estado de Pernambuco, es la capital más antigua de Brasil, fundada por los portugueses en 1537.
El área alrededor de Recife fue una de las primeras zonas de Brasil en ser colonizada por los portugueses. En 1537, cuando el rey Juan III de Portugal dividió Brasil en capitanías hereditarias, no todas ellas prosperaron, la de Pernambuco fue una de las que sí tuvo éxito, en parte debido a la introducción de la caña de azúcar por parte del administrador colonial Duarte Coelho. Los portugueses en un principio utilizaron a la población nativa como mano de obra para las plantaciones de caña de azúcar, pero luego recurrieron a la importación de esclavos del África negra.

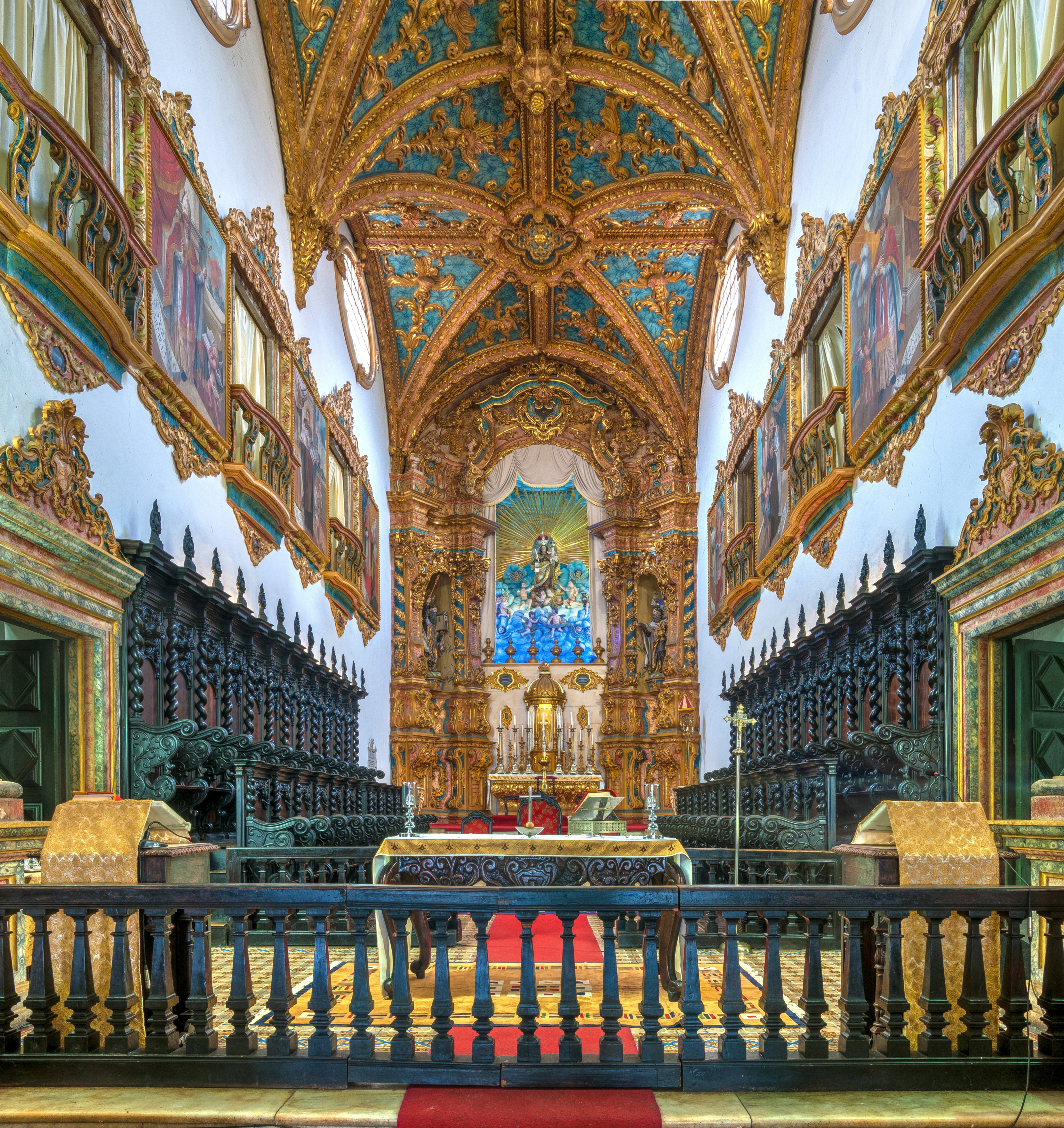
Altar-mor da Basílica de Nossa Senhora do Carmo.

Desde 1580 hasta 1640, por la Unión Peninsular, los reinos de España y Portugal se unieron bajo la Corona española. España, que entonces estaba en guerra con las Provincias Unidas de los Países Bajos, decidió cerrar los puertos brasileños a los neerlandeses, que eran los principales distribuidores del azúcar de Brasil en Europa, entonces estos, comenzaron con las invasiones neerlandesas de Brasil, ocupando varias ciudades brasileñas productoras de azúcar. 

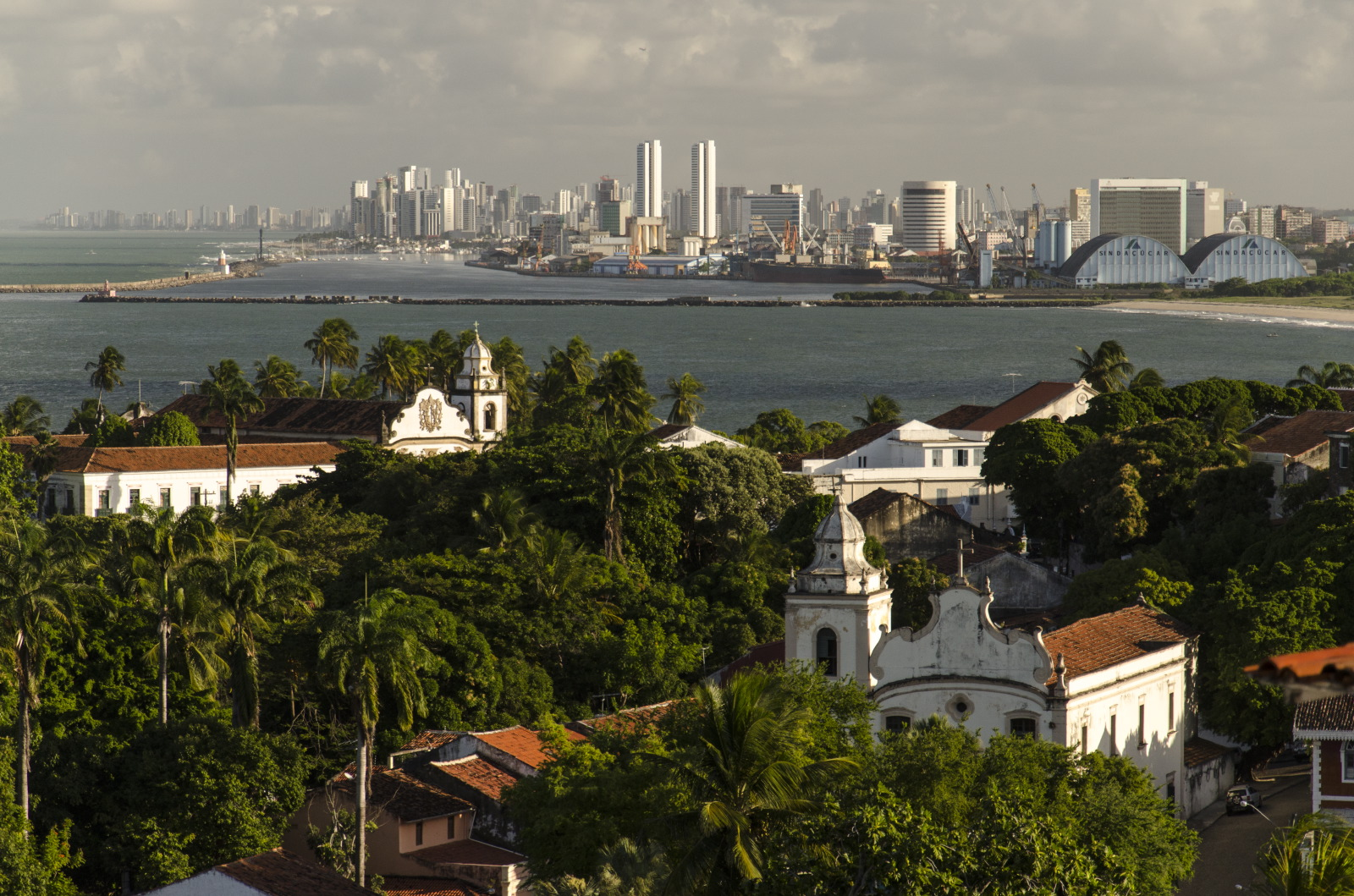
Olinda con Recife en el fondo. Olinda fue declarada en el año 1982, Patrimonio de la Humanidad por la Unesco.

Entre 1630 y 1654, Recife quedó bajo el dominio holandés, pasando por importantes transformaciones culturales, económicas y sociales bajo el gobierno del conde Juan Mauricio de Nassau. El arquitecto Pieter Post fue el responsable del trazado de la ciudad de Maurisstad dotándola de puentes, diques y canales a semejanza de Ámsterdam. El conde de Nassau-Siegen aplicó una política de tolerancia religiosa y durante su gobierno Mauritsstad se convirtió en una ciudad cosmopolita, que incluso contaba con una comunidad judía y la primera sinagoga en el continente americano. Cuando el conde de Nassau regresó a los Países Bajos, los nuevos gobernantes neerlandeses entraron en conflicto con la población local y a partir de 1643 se desencadenó un levantamiento de los habitantes de origen portugués, que vencieron en las batallas de los guarapes de 1648 y 1649 que terminaría con la expulsión definitiva de los neerlandeses en 1654. Reconocida en el Tratado de La Haya (1661).
Tras el periodo holandés, muchos comerciantes venidos de Portugal, conocidos como “mascates” se establecieron en Recife y contribuyeron a la prosperidad de la ciudad. Los habitantes de Olinda, la otra ciudad importante de Pernambuco, vieron con desconfianza el desarrollo de Recife y finalmente el conflicto de intereses entre la nobleza azucarera pernambucana de Olinda y los nuevos burgueses de Recife fue el origen de la Guerra de los Mascates (1710-1711), durante la cual Recife fue objeto de cercos y combates. 
Sin embargo, esta contienda no perjudicó el crecimiento de Recife que en 1709 fue elevada a la categoría de villa con el nombre de Santo Antônio das Cacimbas do Recife do Porto. En 1711, la villa contaba con 16 000 habitantes y en 1745, la población ascendía a 25 000 personas. 
El siglo XIX en Recife se caracteriza por las revueltas inspiradas en el ideario liberal procedente de Europa y por las exigencias de una mayor autonomía para la colonia. En ese siglo tienen lugar las revoluciones más conocidas de la historia de Recife: La revolución pernambucana de 1817 contra el dominio Portugués, la Confederación del Ecuador de 1824 y la Revolución Praieira de 1848, de carácter separatista y liberal.
En 1823 Recife fue elevada a la categoría de ciudad.

## Geografía

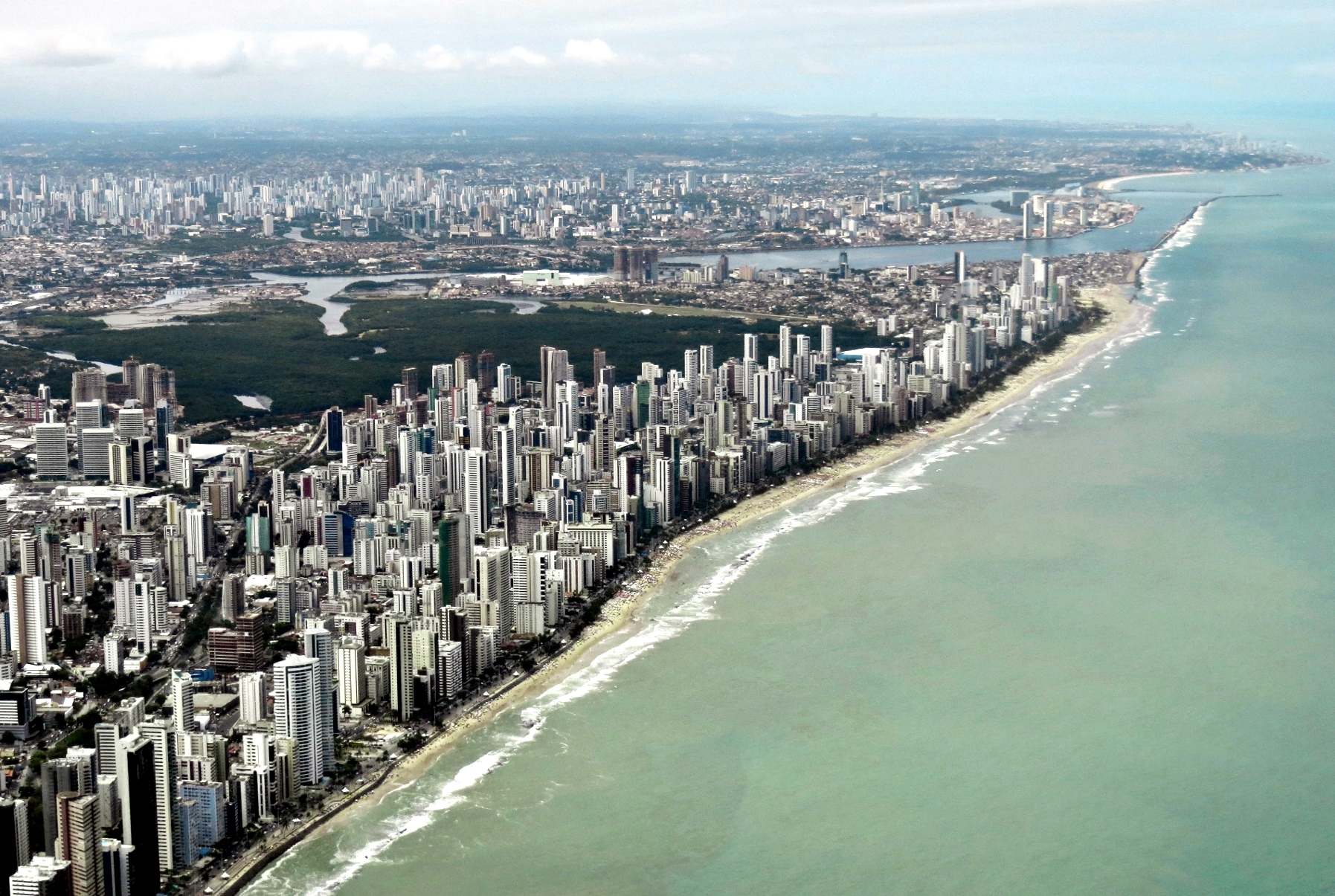
Vista aérea del barrio y la playa de Boa Viagem.

La ciudad de Recife está formada por tres islas: Recife, Santo Antônio, y Boa Vista entre las que discurren los ríos de Beberibe y Capibaribe. Hay un total de seis ríos que discurren por Recife siendo el Capibaribe y el Beberibe, cercano de Olinda los principales. A ellos hay que añadir los ríos Jiquiá, Tejipió, Jordão y Pina. 
Debido a la proximidad de la ciudad a la línea ecuatorial, el clima es generalmente cálido. Recife se encuentra en medio de los bosques tropicales, que se caracterizan por niveles altos de precipitaciones que dan como resultado una mala calidad del suelo debido a que la lluvia arrastra los nutrientes. Debido a los vientos alisios procedentes del Océano Atlántico la ciudad se caracteriza por una ausencia de temperaturas extremas y una brisa fresca.

### Clima
Recife tiene un clima tropical, con alta humedad relativa del aire. Presenta temperaturas equilibradas a lo largo del año debido a la proximidad del mar. En enero se dan las temperaturas más altas, con una máxima de 30 °C y una mínima de 25 °C. En julio se dan las temperaturas más bajas, siendo la máxima de unos 27 °C y la mínima de unos 20 °C, este es el mes que recibe la mayor parte de las lluvias anuales. La temperatura media anual es de unos 25,2 °C.
| Parámetros climáticos promedio de Recife, Brasil                                             | Parámetros climáticos promedio de Recife, Brasil | Parámetros climáticos promedio de Recife, Brasil | Parámetros climáticos promedio de Recife, Brasil | Parámetros climáticos promedio de Recife, Brasil | Parámetros climáticos promedio de Recife, Brasil | Parámetros climáticos promedio de Recife, Brasil | Parámetros climáticos promedio de Recife, Brasil | Parámetros climáticos promedio de Recife, Brasil | Parámetros climáticos promedio de Recife, Brasil | Parámetros climáticos promedio de Recife, Brasil | Parámetros climáticos promedio de Recife, Brasil | Parámetros climáticos promedio de Recife, Brasil | Parámetros climáticos promedio de Recife, Brasil |
| Mes                                                                                          | Ene.                                             | Feb.                                             | Mar.                                             | Abr.                                             | May.                                             | Jun.                                             | Jul.                                             | Ago.                                             | Sep.                                             | Oct.                                             | Nov.                                             | Dic.                                             | Anual                                            |
| -------------------------------------------------------------------------------------------- | ------------------------------------------------ | ------------------------------------------------ | ------------------------------------------------ | ------------------------------------------------ | ------------------------------------------------ | ------------------------------------------------ | ------------------------------------------------ | ------------------------------------------------ | ------------------------------------------------ | ------------------------------------------------ | ------------------------------------------------ | ------------------------------------------------ | ------------------------------------------------ |
| Temp. máx. abs. (°C)                                                                         | 37                                               | 38                                               | 37                                               | 35                                               | 37                                               | 37                                               | 32                                               | 33                                               | 37                                               | 37                                               | 38                                               | 38                                               | 38                                               |
| Temp. máx. media (°C)                                                                        | 30.2                                             | 30.2                                             | 30.0                                             | 29.7                                             | 28.9                                             | 28.8                                             | 27.3                                             | 27.5                                             | 28.1                                             | 29.0                                             | 30.1                                             | 30.2                                             | 29.2                                             |
| Temp. media (°C)                                                                             | 26.6                                             | 26.6                                             | 26.5                                             | 25.9                                             | 25.2                                             | 24.5                                             | 24.0                                             | 23.9                                             | 24.6                                             | 25.5                                             | 25.9                                             | 26.3                                             | 25.5                                             |
| Temp. mín. media (°C)                                                                        | 22.4                                             | 22.6                                             | 22.7                                             | 22.6                                             | 21.9                                             | 21.6                                             | 21.1                                             | 20.6                                             | 20.7                                             | 21.4                                             | 21.9                                             | 22.2                                             | 21.8                                             |
| Temp. mín. abs. (°C)                                                                         | 20                                               | 20                                               | 21                                               | 20                                               | 21                                               | 15                                               | 18                                               | 17                                               | 18                                               | 17                                               | 17                                               | 19                                               | 15                                               |
| Precipitación total (mm)                                                                     | 103.4                                            | 144.2                                            | 264.9                                            | 326.4                                            | 328.9                                            | 389.6                                            | 385.6                                            | 213.5                                            | 122.5                                            | 66.1                                             | 47.8                                             | 65.0                                             | 2457.9                                           |
| Días de precipitaciones (≥ 0.1 mm)                                                           | 14                                               | 16                                               | 19                                               | 21                                               | 23                                               | 25                                               | 25                                               | 23                                               | 18                                               | 15                                               | 12                                               | 13                                               | 224                                              |
| Horas de sol                                                                                 | 244.9                                            | 211.9                                            | 204.6                                            | 186.0                                            | 186.0                                            | 168.0                                            | 170.5                                            | 108.5                                            | 216.0                                            | 248.0                                            | 267.0                                            | 254.2                                            | 2465.6                                           |
| Humedad relativa (%)                                                                         | 73                                               | 77                                               | 80                                               | 84                                               | 85                                               | 85                                               | 85                                               | 85                                               | 78                                               | 76                                               | 74                                               | 75                                               | 80                                               |
| Fuente n.º 1: World Meteorological Organization., Hong Kong Observatory (sun only 1961-1990) |                                                  |                                                  |                                                  |                                                  |                                                  |                                                  |                                                  |                                                  |                                                  |                                                  |                                                  |                                                  |                                                  |
| Fuente n.º 2: Weatherbase (record highs, lows and humidity)                                  |                                                  |                                                  |                                                  |                                                  |                                                  |                                                  |                                                  |                                                  |                                                  |                                                  |                                                  |                                                  |                                                  |

### Incidentes con los tiburones
La mayor parte de la playa de Boa Viagem está protegida por una barrera de arrecifes naturales, y las autoridades no recomiendan bañarse más allá de los arrecifes para evitar los ataques de tiburones. Además, actualmente el surf está prohibido, aunque el Gobierno estatal autorizó, a principios de 2006, la instalación de una red de seguridad contra los tiburones. En 2007, el Comité Estatal de Seguimiento de Incidentes con Tiburones (Cemit) inició el proceso de instalación, en los tiburones capturados, de sensores que permiten su seguimiento satelital, con el fin de identificar el momento de acercamiento de los animales a la costa, en un área que comprende la Praia do Paiva a Praia do Pina, para luego sacar a los tiburones de la ubicación peligrosa. Hoy los ataques son más raros, pero persisten las restricciones.
A partir del 28 de junio de 1992, Recife comenzó a registrar oficialmente ataques de tiburones en sus playas (principalmente en la playa de Boa Viagem). A lo largo de más de dos décadas, 62 víctimas fueron atacadas, de las cuales 24 murieron. El último ataque mortal ocurrió el 22 de julio de 2013. Los ataques fueron causados por las especies tiburón toro y tiburón tigre.
Las causas de estos ataques fueron atribuidos a la construcción del Puerto de Suape, que soterró manglares y rectificaron canales de los ríos. La mayoría de los tiburones usan el mangle al menos una vez en la vida para reproducirse o alimentarse. La destrucción de manglares donde fue construido el puerto de Suape hizo que las hembras de tiburón toro que usaban el local para procrear migraran al estuario del río Jaboatão, al norte. Este río desemboca exactamente en las playas de Recife. El paso de grandes buques en la costa de Recife atrae a los tiburones, al despejar desechos orgánicos en las aguas del mar.
Otros hechos contribuyen a la aparición de tiburones en el área de Playa de Boa Viagem: las corrientes marinas dirigen a los animales para ese tramo de 20 kilómetros. Un banco de arena se extiende en el mar a unos mil metros de las playas recifenses. Entre esta larga franja, con profundidad entre 1 y 3 metros, y la playa se forma un canal profundo (entre 5 y 8 metros), que se transforma en una especie de refectorio para los tiburones, pues atrae varias especies de rayas, una de las presas de los tiburones. La presencia de tantas presas en esa zona hace que los tiburones permanezcan más tiempo cerca de las playas y cuando el tiburón entra en esos canales, hay un gran riesgo de contacto con personas.
El Comité Estadual de Monitoreo de Incidentes con Tiburones (Cemit), creado en 2004 por el gobierno pernambucano, recomienda los siguientes cuidados para prevenir el ataque de los tiburones en playas de Recife: Evite bañarse entre la puesta del sol y el amanecer. Es en este período que los tiburones están más activos. No entre en el mar cuando la marea esté llena. Los tiburones hambrientos consiguen cruzar los arrecifes si hay suficiente agua fluyendo por encima de los mismos. Evite nadar solo y cuando el agua esté turbia. No entrar en el agua por encima de la cintura y no nadar en mar abierto.
En 1995 el gobierno pernambucano prohibió la práctica de deportes náuticos en 32 km de costa de la Región Metropolitana de Recife. Esta prohibición resultó en la disminución de incidentes con tiburones a partir de entonces.

### Problemas ambientales
Recife fue la tercera ciudad de América del Sur en contar con una red de recolección de aguas residuales, después de Montevideo y Río de Janeiro. Sin embargo, en la actualidad una parte importante de su población vive en condiciones ambientales insalubres, lo que afecta la calidad de vida, especialmente para quienes viven en zonas pobres de la ciudad. En 2010, la proporción de hogares con saneamiento básico adecuado, es decir, el porcentaje de hogares en Recife con suministro de agua por red general, alcantarillado sanitario por red general o tanque séptico y aguas residuales recolectadas directa o indirectamente era del 59,8%, un aumento de exactamente 10% respecto al porcentaje registrado en 2000. La proporción de hogares con saneamiento semi-adecuado (se entiende por saneamiento básico semi-adecuado la presencia de al menos una forma de saneamiento considerada adecuada) fue de 39,9%, frente al 49,3% registrado en 2000. El porcentaje de hogares en los que todas las formas de saneamiento se consideraron inadecuadas fue del 0,4%, frente al 0,9% en 2000. 

## Demografía

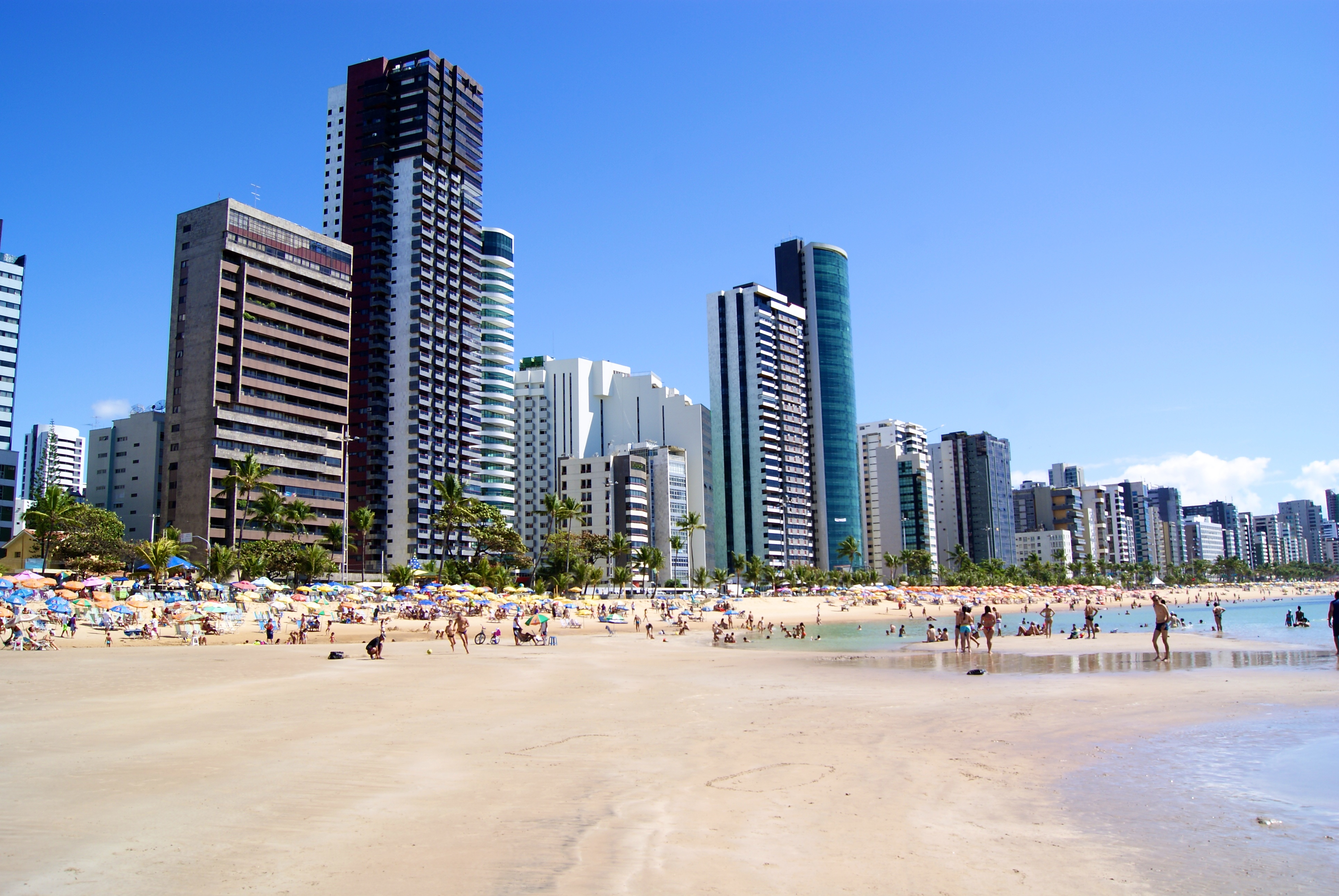
Boa Viagem, el barrio más poblado de la ciudad.

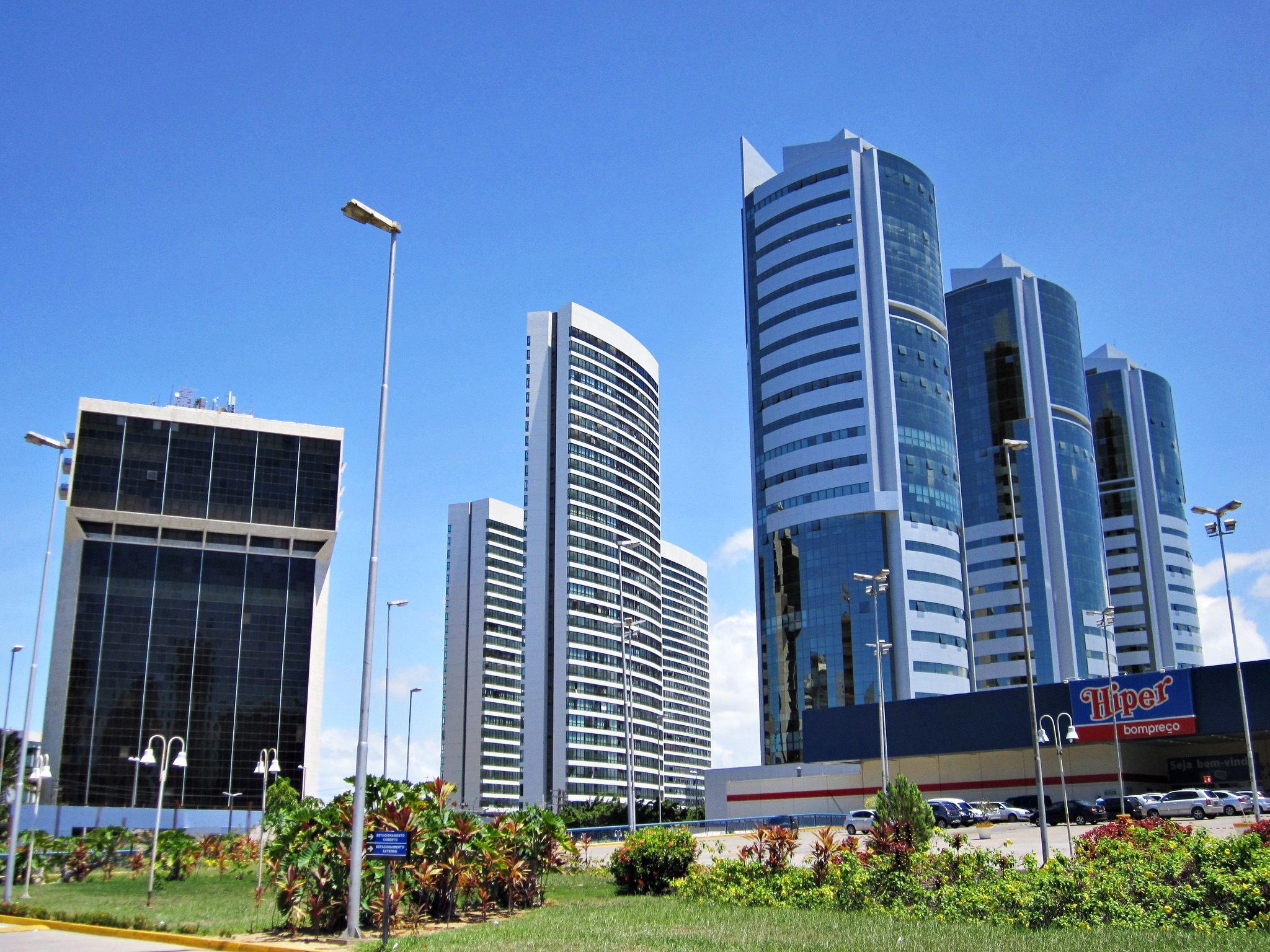
Barrio de Boa Viagem.

De acuerdo con el Instituto Brasileño de Geografía y Estadística, hay 1.661.017 personas residiendo en la ciudad de Recife en 2021. El censo de 2010 reveló que en ese momento 54.674 personas eran pardas (49,1%), 636.864 personas eran de raza blanca (41,4%), 127.789 eran de raza negra (8,3%), 14.696 personas eran asiáticas (1%) y 3.665 personas eran amerindios (0,2%).
En 2010, la ciudad de Recife era la novena más poblada de Brasil y contaba con 268.160 parejas de sexo opuesto y 1.004 parejas del mismo sexo. La población de Recife estaba compuesta por un 53,8% de mujeres y un 46,2% de hombres.
El área metropolitana de Recife se sitúa a su vez como la cuarta más poblada de Brasil, por detrás de São Paulo, Río de Janeiro y Belo Horizonte y como la primera en la región Nordeste. Los barrios más poblados de Recife son Boa Viagem (100.388), Casa Amarela (69.134), y Várzea (64.512).

### Religión
Según el censo de 2010, el 54,65% de la población se identifican como católicos; el 24,99% como evangélicos; el 14,59% como sin religión (pudiendo ser ateos, agnósticos, deístas); el 3,56% como espiritistas, y el 2,13% como de otras religiones.
Los colegios tradicionales recifenses eran católicos en su mayoría, pertenecientes a distintas congregaciones. Los templos más antiguos, más conocidos, más numerosos y más visitados por los turistas son los de la Iglesia Católica, como la Basílica da Penha o la Basílica do Carmo.
Entre las denominaciones evangélicas tradicionales, poseen templos en la ciudad las iglesias de orientación batista, la Iglesia Adventista del Séptimo Día, la Iglesia Presbiteriana, la Luterana, la Anglicana, la Metodista y la Iglesia congregacional.

## Economía

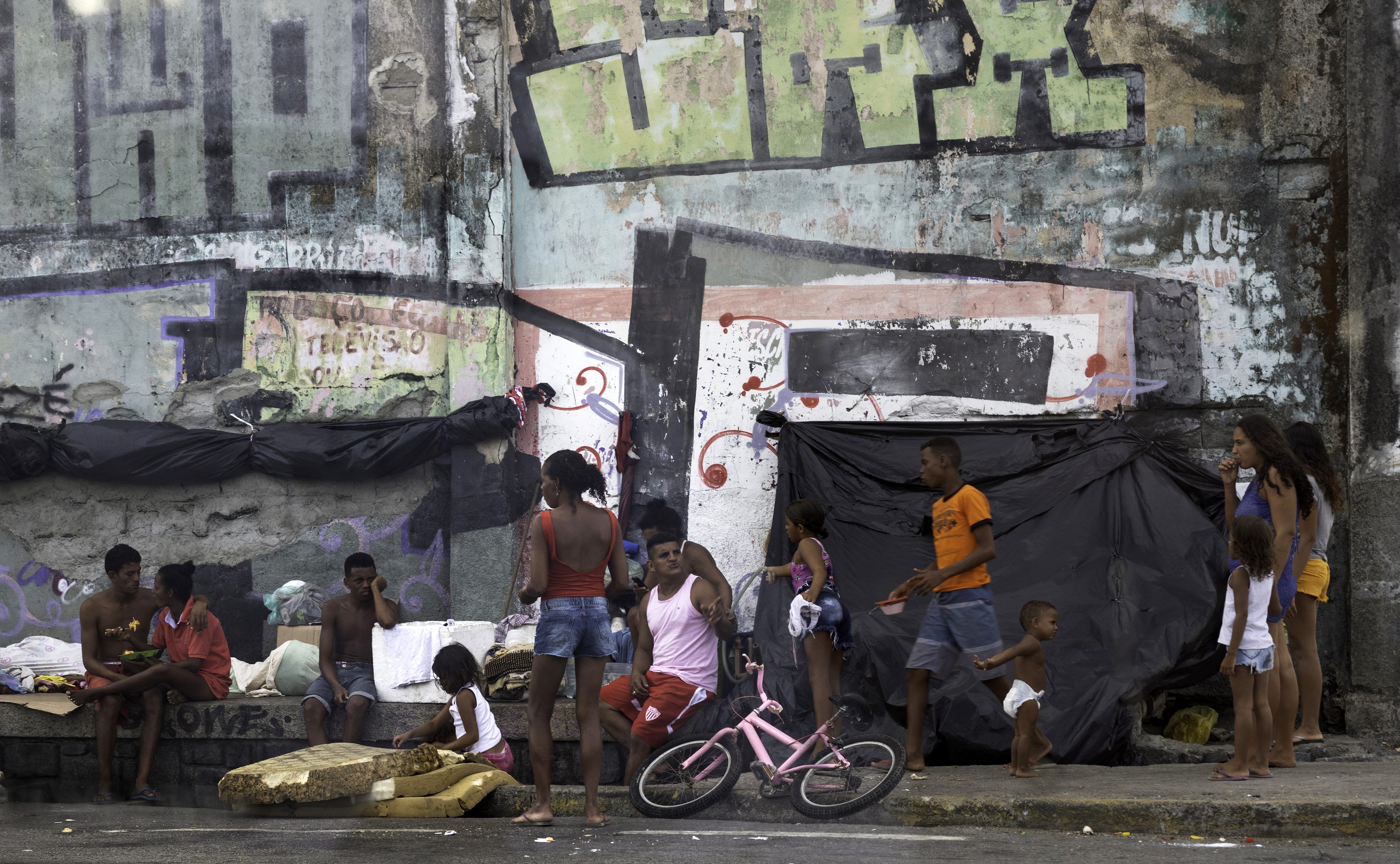
Recife, una de las capitales de Brasil con mayor desigualdad social

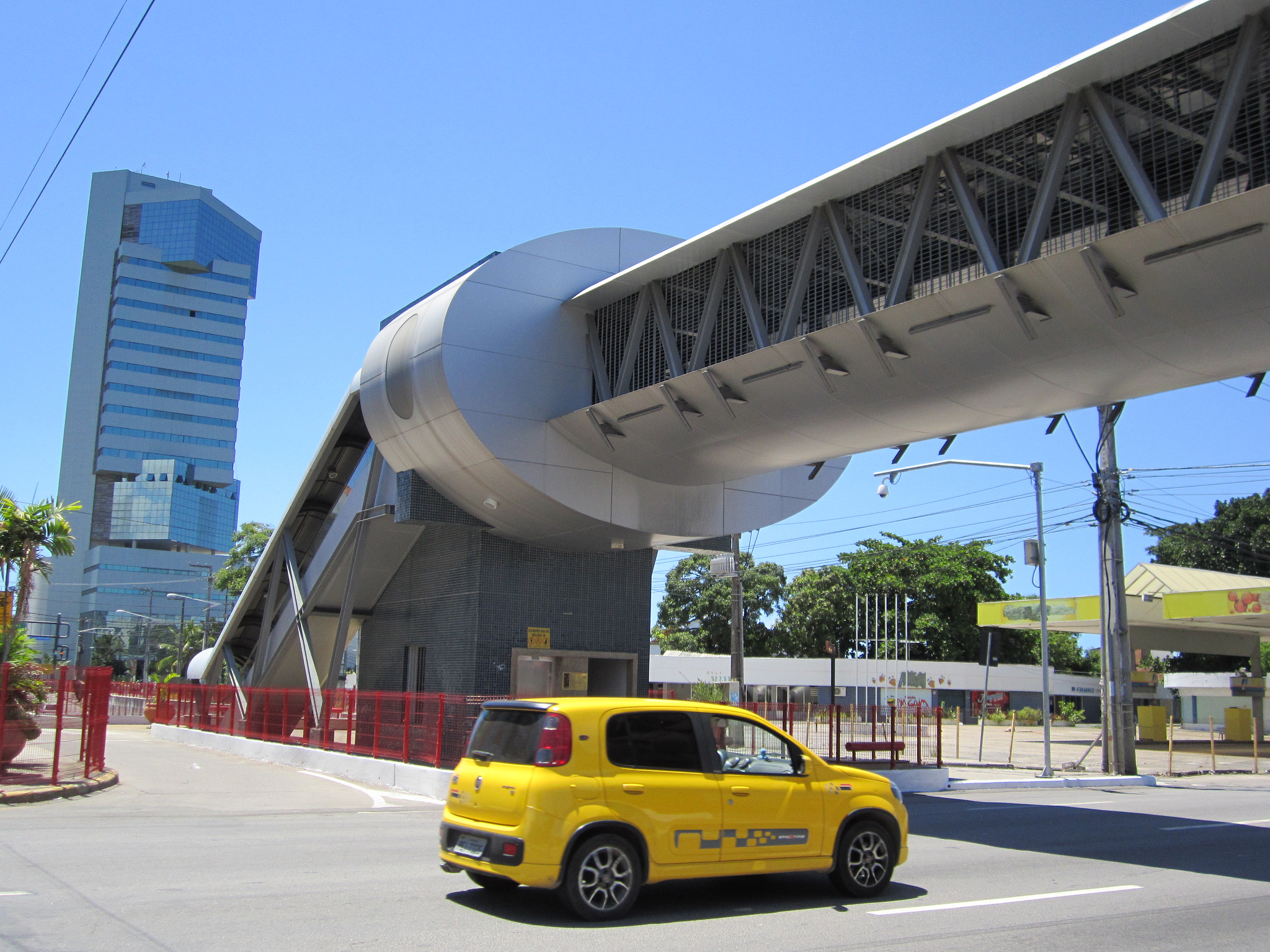
Recife fue elegida como una de las 65 ciudades con mayor crecimiento económico de los mercados emergentes del mundo.

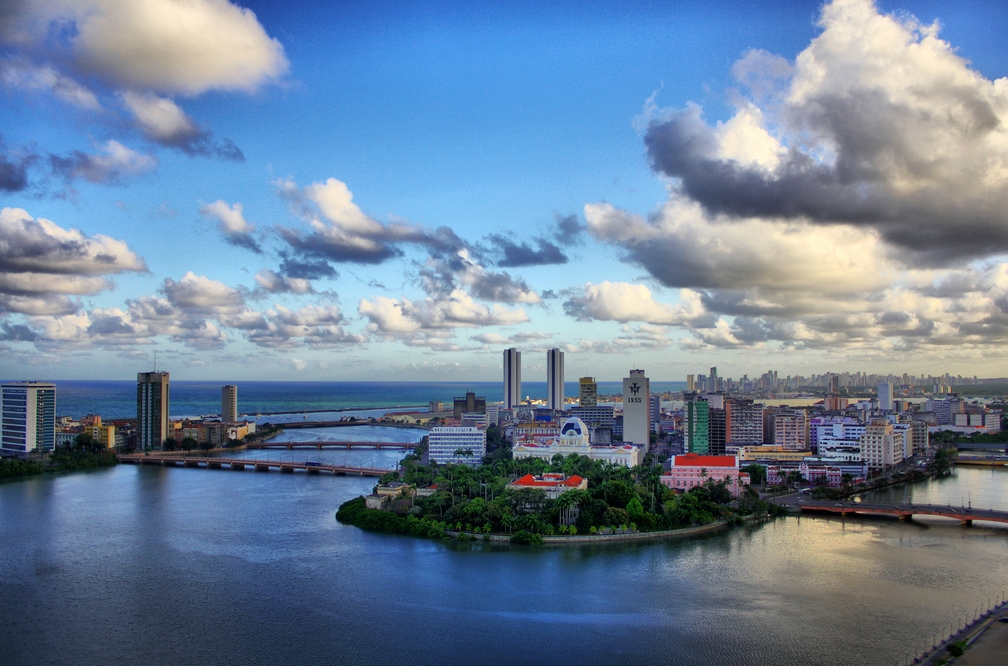
El Porto Digital, localizado en el barrio antiguo de la capital pernambucana, es el mayor parque tecnológico de Brasil y referencia mundial en producción de softwares. El Centro de Informática de la Universidade Federal de Pernambuco (CIn UFPE) forma mano de obra para el porto, que alberga empresas como Motorola, Nokia, IBM y Microsoft.

Recife es una de regiones comerciales más importantes de Brasil con más de 85.000 negocios sitos en la región metropolitana (52.500 solo en Recife), debido a que tiene muy buena ubicación geográfica así como una industria del software muy desarrollada conocida como "Porto Digital". (puerto Digital). Porto Digital genera un promedio de 3,5% del PBI de Pernambuco y fue fundada en el año 2000.
El servicio de salud de Recife es considerado el segundo más importante de Brasil, tan solo por detrás de São Paulo, ya que cuenta con más de 415 hospitales y clínicas. Hay más aparatos de tomografía que en países como Francia y Canadá.
En la región metropolitana trabajan más de 72.000 personas en los servicios médicos y cerca de 200.000 en todo el estado. Recife es el corazón logístico de la región noreste de Brasil debido a su ubicación geográfica y a la presencia de dos puertos y un aeropuerto internacional, así como de la autopista Federal BR 101 (una de las más importantes de Brasil con 4551 km de extensión) que conecta la ciudad con el norte y el sur de Brasil, y la autopista Federal BR 232 que conecta con el oeste del país. Tiene también muchas autopistas estatales y locales así como servicio de Metro y muchas líneas de autobuses. Cuenta con una flota de 4.855 autobuses que transportan diariamente alrededor de dos millones de personas en el área metropolitana. Esta en curso la expansión de Metrorec para llegar a 400.000 pasajeros más y convertirlo en el segundo mayor de Brasil.
La ciudad cuenta con dos grandes centros de convenciones: el Centro de Convenciones de Pernambuco, con capacidad para 2800 personas, y preparado para cualquier tipo de evento (es considerado el segundo mayor de Brasil), y el Centro de Convenciones de la Universidad de Pernambuco con una capacidad para 1.930 personas. Con estos y con los centros de convenciones de los hoteles, Recife se ha convertido en la sexta ciudad que más eventos organiza en todo Brasil de acuerdo con la Asociación Internacional de Congressos y Convenciones Icca. Recife tiene mucha demanda turística tanto de recreo así como de negocios. Solo la ciudad cuenta con cerca de 11 500 habitaciones, que superan las 30 000 en el área metropolitana. en la región metropolitana.
Tan solo el PIB de la ciudad asciende a de R$24.835.340.000. El ingreso per cápita de la ciudad es de R$16,058 (2009).

## Transportes

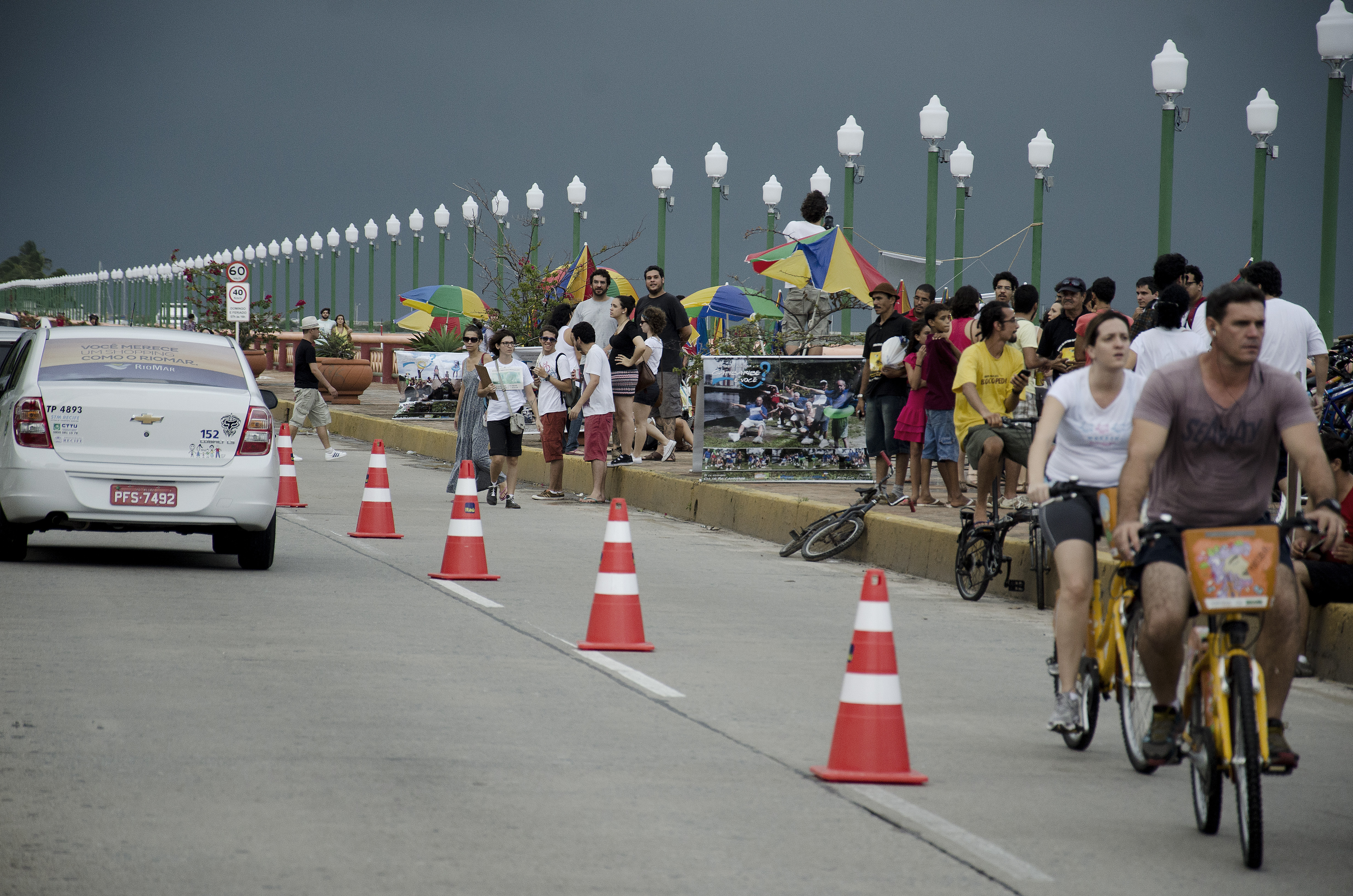
Muelle José Estelita.

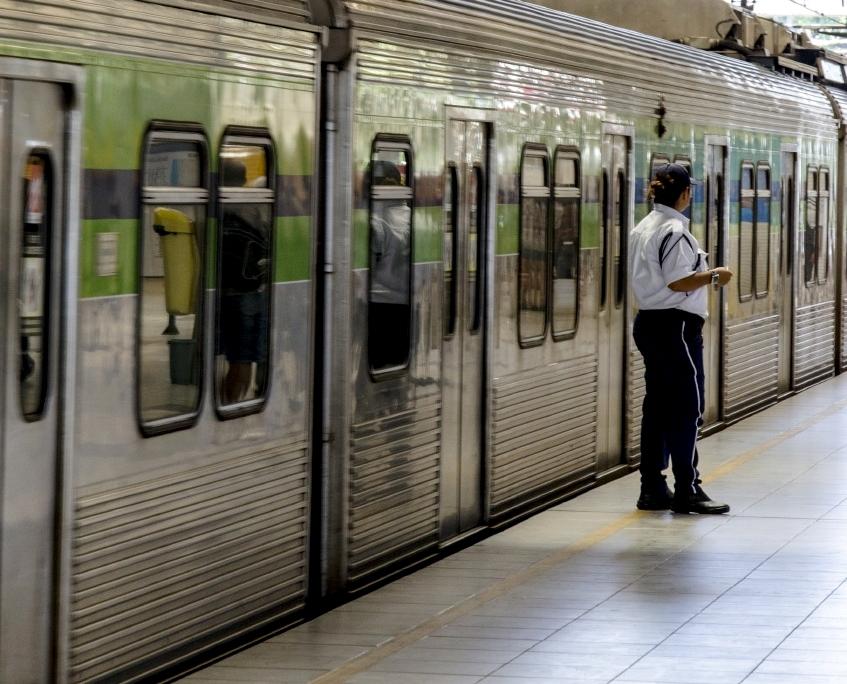
Vagón del Metro de Recife.

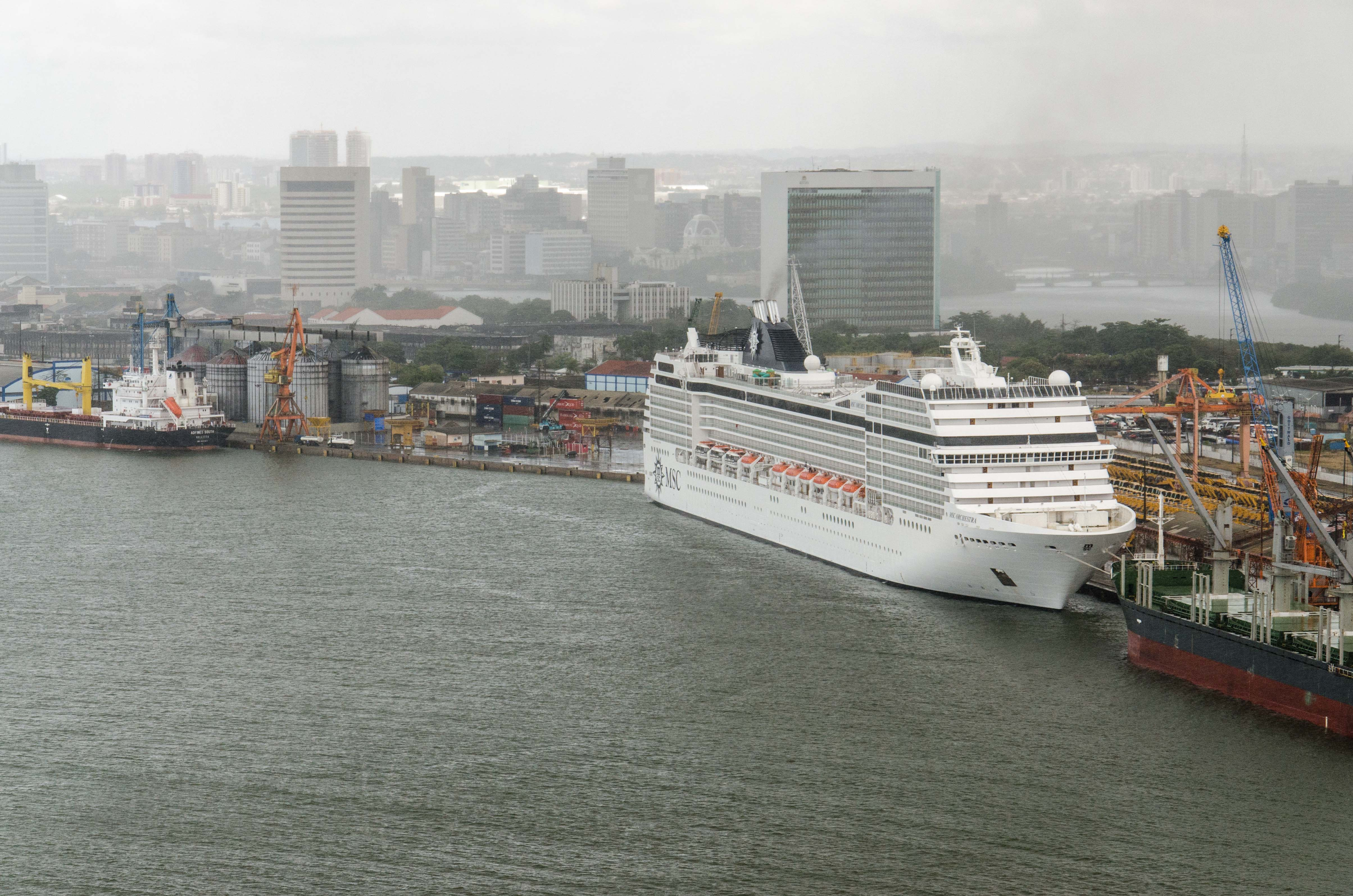
Barco de pasajeros en el puerto de la ciudad.

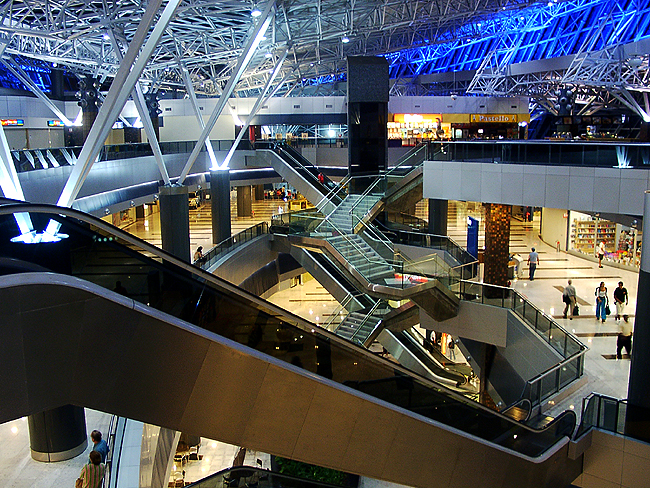
Aeropuerto de Recife.

En 2009 según la Oficina Estatal de Transportes la ciudad contaba con una flota de más de 464.000 vehículos de motor con matrícula de la misma circulando en sus calles. De estos 54.335 son vehículos de carga, 318.520 vehículos de pasajeros, 72.719 motos, 4.855 autobuses (divididos entre privado y público) y 14.142 de algún otro tipo. Las líneas de autobús transportan casi dos millones de pasajeros al día en el área metropolitana, distribuidos entre 17 empresas de autobuses locales.
El área metropolitana está atravesada por tres carreteras federales principales:
- BR-101 Norte - Paraíba y Rio Grande do Norte;
- BR-101 Sur - Alagoas, Bahía, Minas Gerais, Río de Janeiro, São Paulo, Paraná y Rio Grande do Sul;
- BR-232 Oeste - Gravatá, Caruaru, Belo Jardim, Arcoverde, Salgueiro y Parnamirim;
- BR-408 Noroeste - Carpina, Timbaúba y Campina Grande;

### Metro
Recife cuenta con un sistema de metro que lleva desde 1985, en construcción y ampliación y que cuando esté totalmente acabado se convertirá en el segundo más grande en Brasil, solo por detrás del de São Paulo. Actualmente llega desde la estación central de Recife a Jaboatão, Timbi (Camaragibe) y al centro comercial Shopping Recife.
Recife Metro.
Este sistema también se integra con varias líneas de autobuses conectadas al metro con terminales de integración, como en las estaciones de Barro y Joana Bezerra. Es posible viajar en el metro y el autobús de las líneas conectadas mediante la compra de un billete único. Desde marzo de 2009, se ha terminado una fase más de la expansión por lo que el sistema cuenta con 28 estaciones (11 integradas con buses) y es de 39,5 km de largo.

### Puerto
Recife cuenta con un puerto que se encuentra en la propia ciudad. El acceso por carretera a dicho puerto se lleva a cabo principalmente a través de la red federal autopistas BR-232 (que une con el interior del estado) y la BR-101 (que une a los demás estados del norte y el sur del Estado de Pernambuco). Los principales centros productores y consumidores del interior del estado y del resto del nordeste, están conectados con el puerto mediante carreteras pavimentadas.
En el área metropolitana de la ciudad está situado el puerto de Suape que es uno de los más desarrollados de América del Sur y es el principal puerto de carga del noreste brasileño con más de 8,4 millones de toneladas. Unas cien empresas tienen sus oficinas en el entorno del puerto. Está abierto todos los días del año sin restricciones de ningún tipo por las mareas.

### Aeropuerto
La ciudad cuenta con el aeropuerto de Recife cuya ampliación fue inaugurada en julio de 2004, tiene capacidad para 5 millones de pasajeros y es el octavo de Brasil y el segundo de la región nordeste por número de viajes con 4.679.457 en 2008 y el principal en carga de la región y quinto a nivel nacional. Cuenta con vuelos a 19 capitales y a 8 otras grandes ciudades del país, a los archipiélagos de Fernando de Noronha, declarados Patrimonio de la Humanidad así como vuelos a varios destinos en Europa, Estados Unidos y el resto de Sudamérica.

## Patrimonio
- Kahal Zur Israel Synagogue. Es la sinagoga más antigua de toda América, fundada en 1630. De Recife fue de donde salieron los primeros judíos que se establecieron en Nueva York.
- Atelier de Cerámica de Francisco Brennand. Es uno de los centros más importantes del arte brasileño contemporáneo. Se exponen miles de esculturas y pinturas en medio jardines creando un escenario único y paradisíaco. Las obras son una mezcla de culturas romana, africana, brasileña, maya, inca, y egipcia.

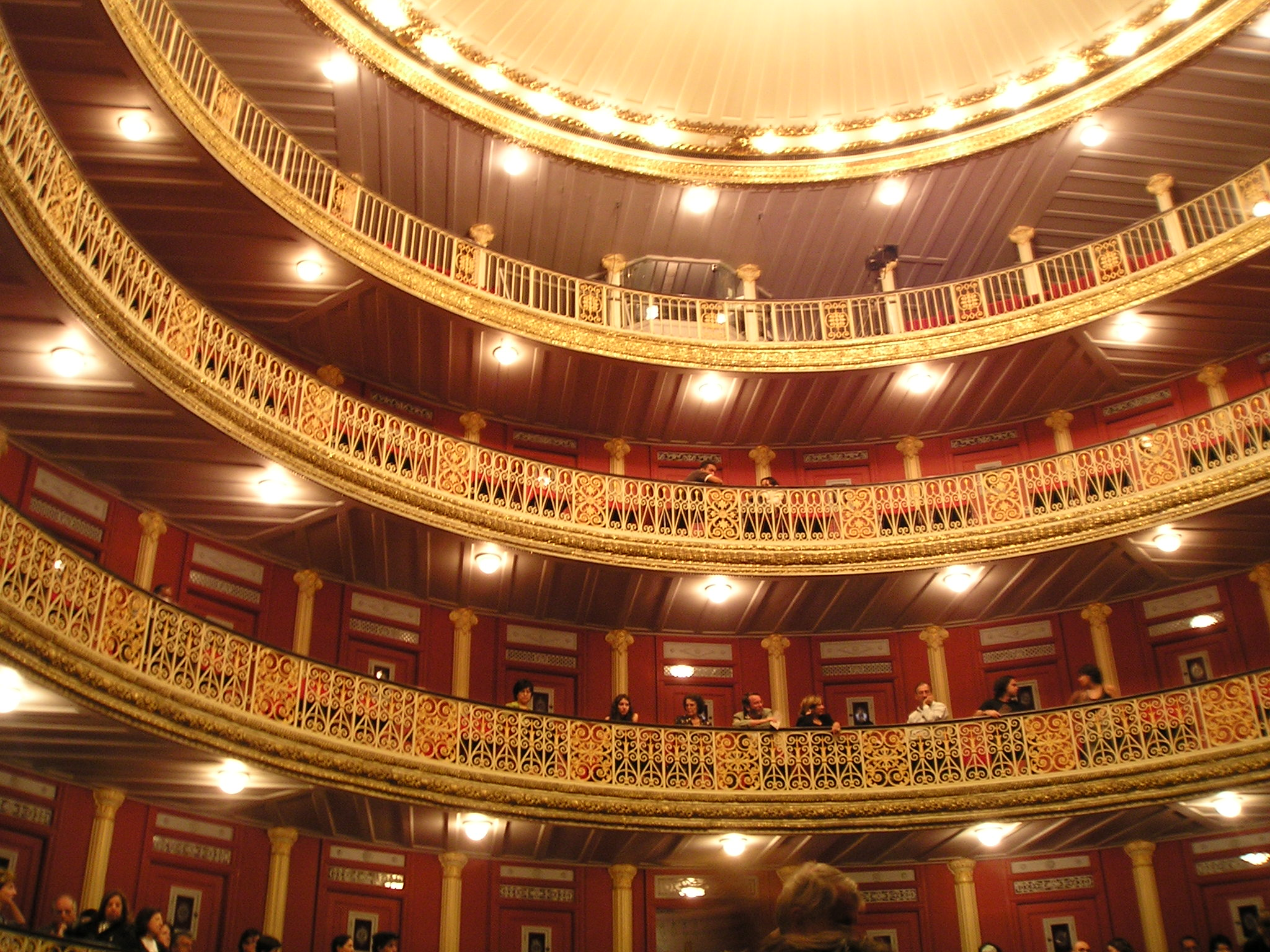
Teatro Santa Isabel.

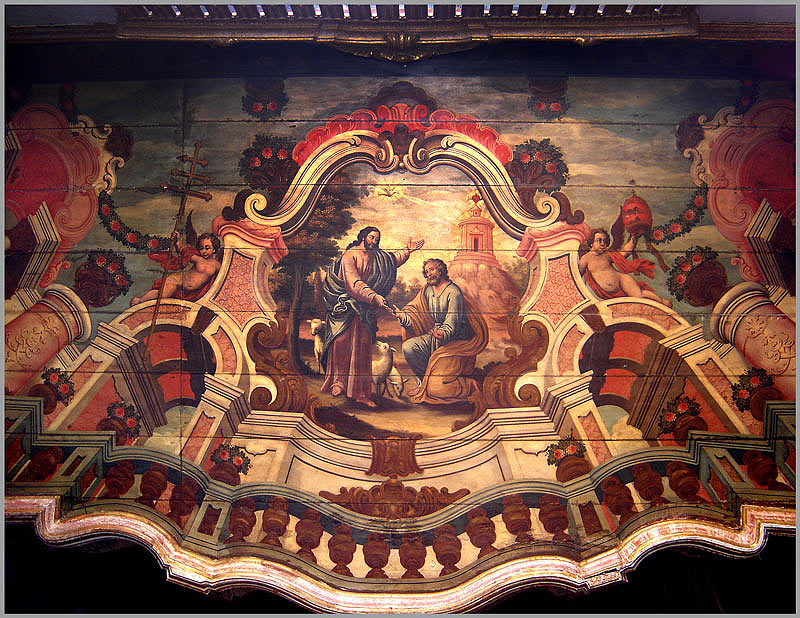
Catedral São Pedro dos Clérigos.

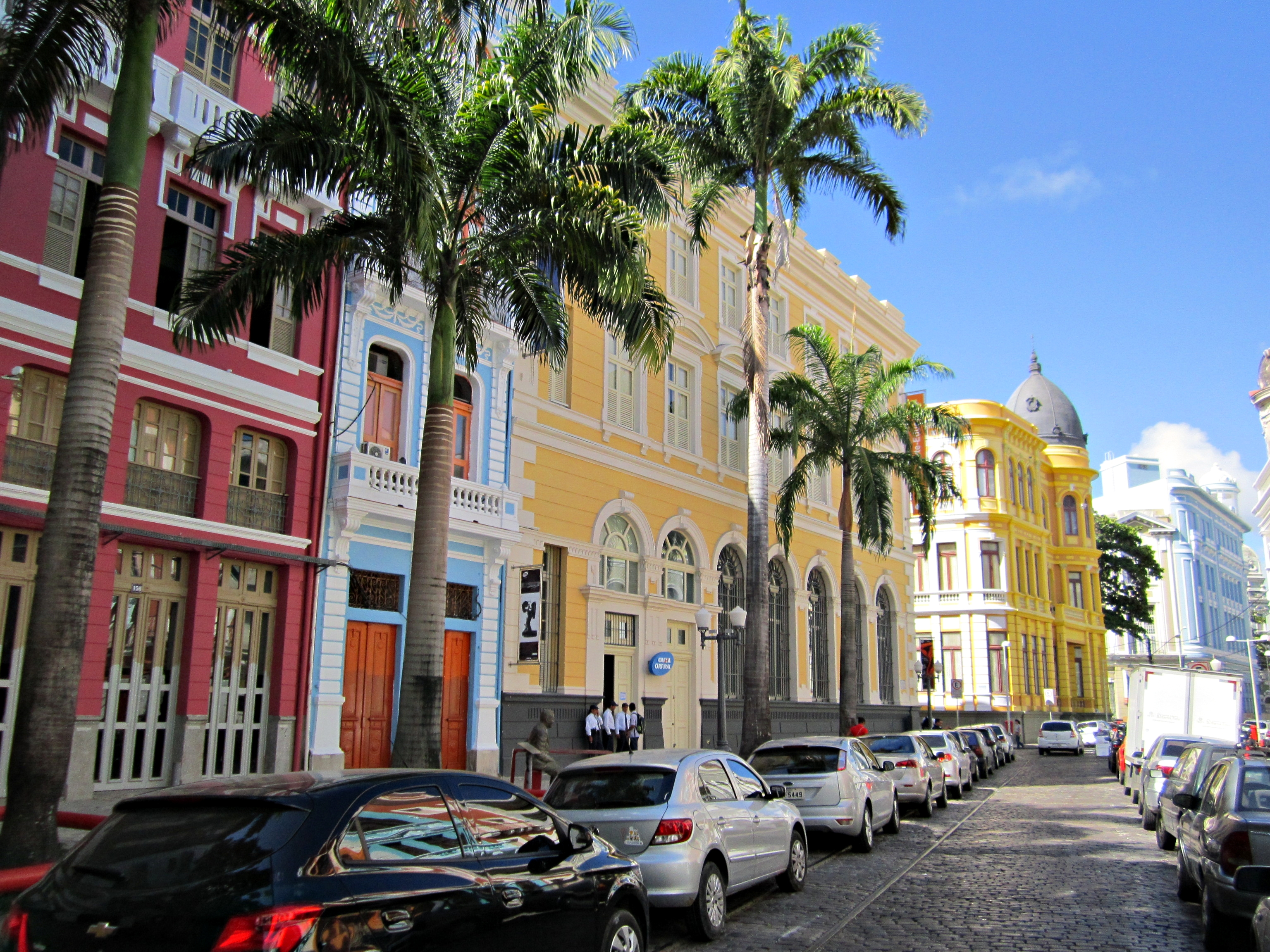
Calle del Recife antiguo.

- Museo Estatal de Pernambuco. Ubicado en una bonita mansión del siglo XIX, cuenta con más de 12000 piezas de arte de la época colonial y del periodo holandés, y es la sede del salón de arte contemporáneo de Pernambuco.
- Fundación Gilberto Freyre. Obras de arte, libros y objetos personales de Gilberto Freyre en un edificio del siglo XVIII. Freyre fue uno de los más importantes sociólogos y escritores de Brasil.
- Instituto Ricardo Brennand. Se encuentra ubicado en una casa de estilo medieval y tiene una gran colección de piezas del tiempo del dominio holandés.
- Museo de la ciudad de Recife. Está ubicado en el fuerte Cinco Pontas cerca del centro de la ciudad, exhibe pinturas y objetos de la historia de Recife desde 1600. El fuerte mismo es una edificación interesante.
- Museo del hombre de Noreste. Es un museo que retrata la cultura del hombre de Pernambuco/Noreste desde los tiempos de la caña de azúcar hasta nuestros días.
- Casa de Cultura. Hasta el siglo XX fue una prisión. Hoy es un centro de artesanos y de venta de artesanía.
- Torre Malakoff. Edificio de estilo tunecino, construido para observatorio, hoy es uno centro cultural. Está ubicado en la plaza de Arsenal de la Mariña.
- Teatro Santa Isabel. Edificio de estilo neoclásico levantado en 1850 y ubicado en la plaza de la República en donde confluyen los dos principales ríos de la ciudad (Capibaribe y Beberibe).
- Mercado de San José. Edificación metálica del siglo XIX, y uno de los mercados más concurridos de Recife.
- Catedral de San Pedro. Levantada en 1782, y situada en la plaza de San Pedro que contiene muchos edificios de la época colonial, convertidos en restaurantes y bares.
- Torre Zeppelin. Es una obra levantada por ingenieros alemanes en 1930 y que sirvió para atracar los dirigibles que conectaban Brasil con Europa, siendo la única torre original que se conserva en todo el mundo.
- Olinda (a unos 7 km al norte de Recife) cuenta con un centro histórico que está considerado como el mejor conservado de todo el Brasil colonial, y es patrimonio de la Humanidad desde 1982, Unesco[66]
- En Igarassu (a 29 km al norte de Recife) se halla la Iglesia de San Cosme y San Damián, que data de 1535 y es la más antigua del Brasil. También cuenta con muchos edificios coloniales.En la isla de Itamaracá se halla el fuerte Orange de 1631 que es una construcción holandesa.
- El Parque Dois Irmãos (Dos Hermanos) ubicado al norte de la ciudad y que cuenta con 387 ha de floresta Atlántica nativa, un jardín botánico de 14ha., Museo de Ciencia Natural y caminos ecológicos.

### Patrimonio natural
- El archipiélago volcánico Fernando de Noronha[67] ubicado en medio del Atlántico sur (545 km al noreste de Recife, a 1 hora de vuelo,) es Patrimonio de la humanidad desde 2001 debido a su encanto natural y a la cantidad de animales salvajes que lo pueblan (son de destacar las tortugas marinas y los delfines); así como las especies vegetales. El Instituto Brasileño del Medio Ambiente y de los Recursos Naturales (Ibama) se encarga de la administración del archipiélago.
- En el archipiélago Itamaracá ( a unos 40 km al norte de Recife) hay un importante centro de estudios y preservación del peixe - boi (manatí o vaca marina) , que también está administrado por el Ibama.

### Instituciones educativas
- Universidade de Pernambuco (UPE)[68]
- Universidade Federal de Pernambuco (UFPE)[69]
- Universidade Católica de Pernambuco (UNICAP)[70]
- Universidade Federal Rural de Pernambuco (UFRPE)[71]
- Instituto Federal de Educação, Ciência e Tecnologia de Pernambuco (IFPE)[72]

## Cultura

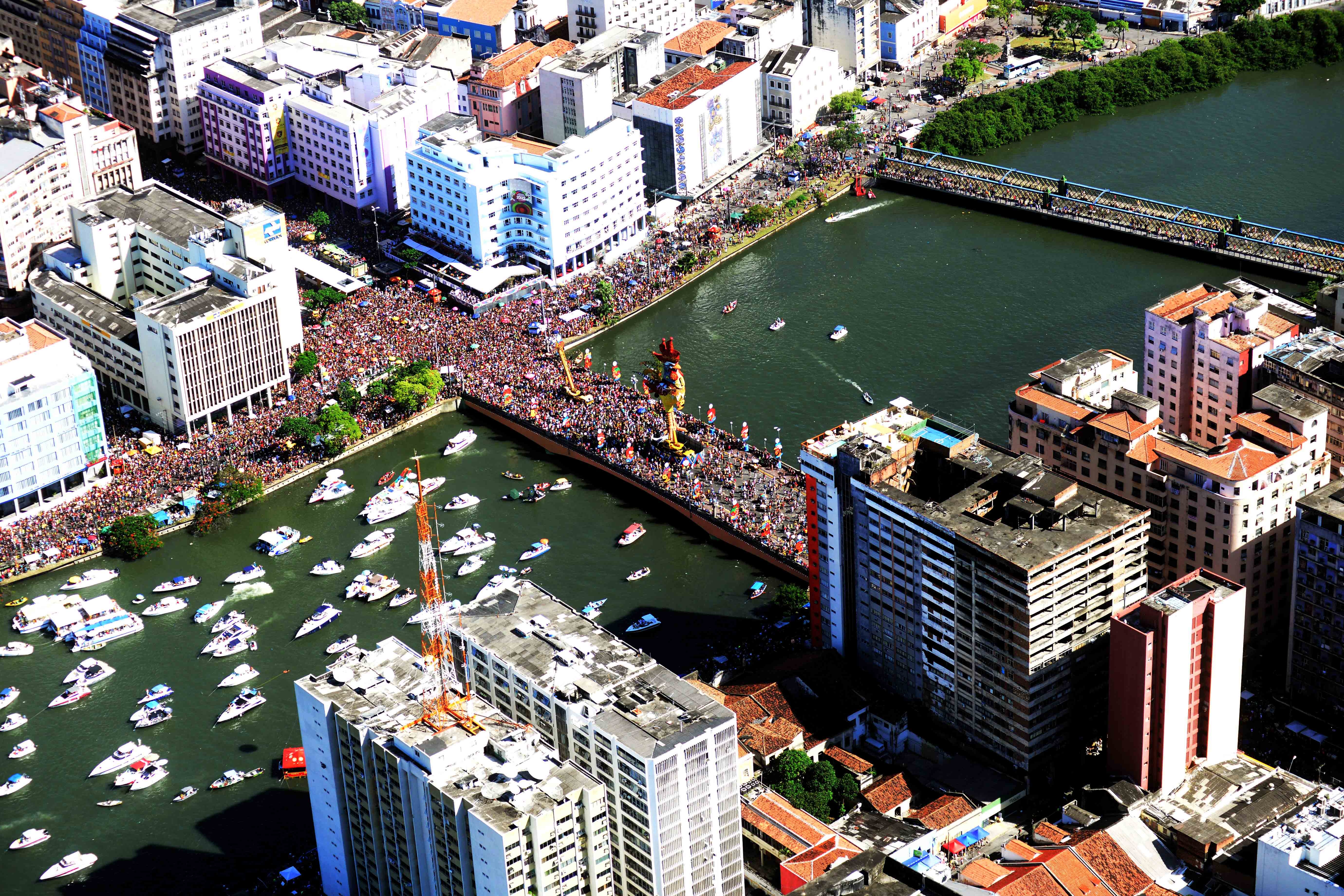
Galo da Madrugada.

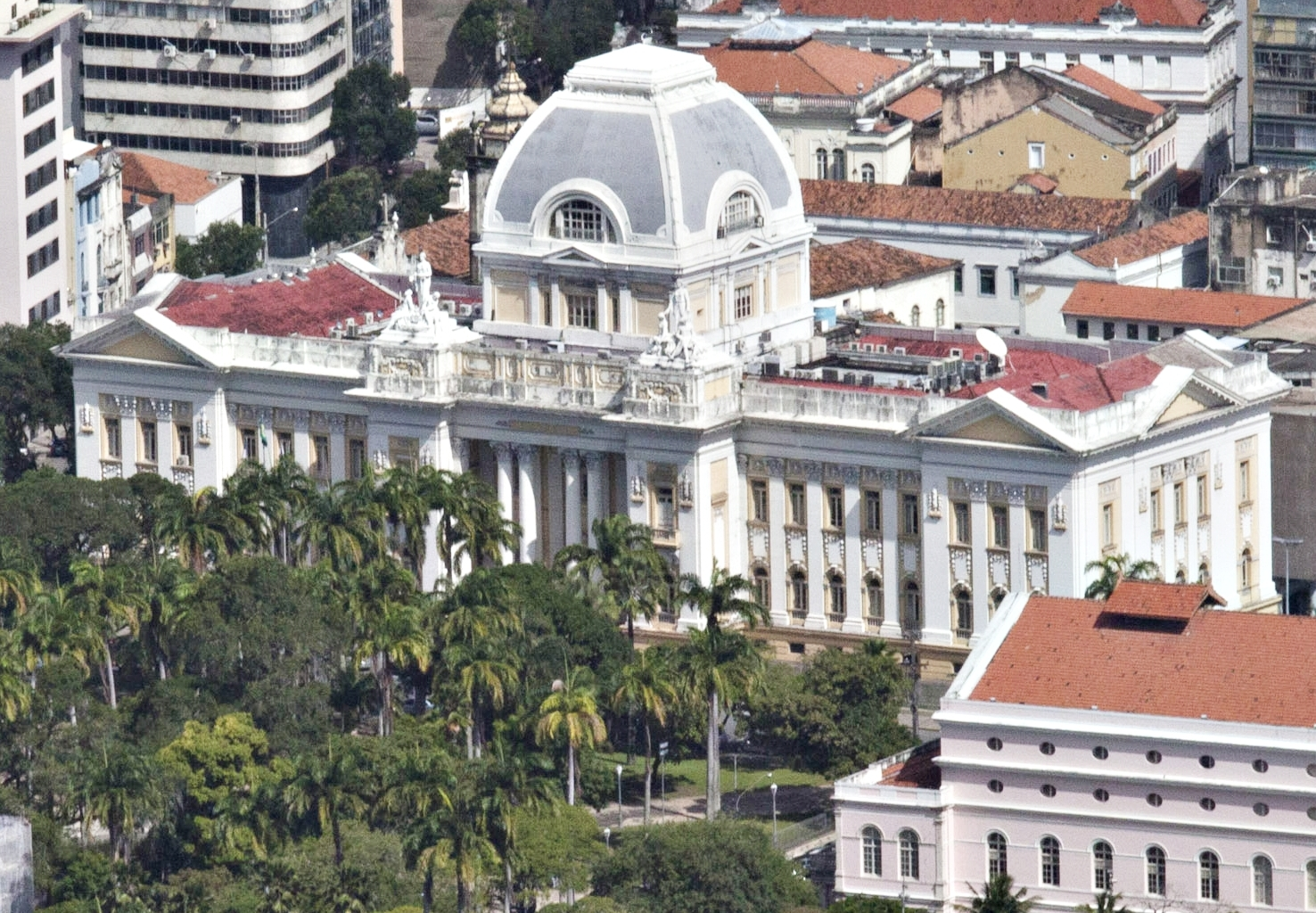
Tribunal de Justicia.

Recife es una de las capitales culturales y educacionales de Brasil contando entre sus habitantes con muchos artistas, escritores, cantantes, sociólogos; así como de la música de frevo y del Galo da Madrugada. Recife y Olinda juntas tienen 24 museos, 15 teatros, 38 galerías de arte, 41 cines, 1 ópera, 2 auditorios de música con sendas orquestas, 2 grandes centros de convenciones, 6 grandes centros comerciales, varias universidades así como muchas Iglesias, fundaciones, institutos, fortificaciones militares y mercados tradicionales. La mayoría de estos se encuentram en Recife pero Olinda tiene uno de los cascos históricos coloniales mejor conservados de todo Brasil y es Patrimonio de la Humanidad. 

### Carnaval y fiestas
Recife es una ciudad con muchas fiestas a lo largo de todo el año, comenzando con la noche de año nuevo en la playa urbana de Boa Viagem y siguiendo con el Carnaval que comienza en diciembre y termina el miércoles de ceniza. El sábado es la inauguración oficial con el Galo da Madrugada que es considerado el mayor grupo carnavalesco del mundo con más de 1,5 millones de personas. Durante el Carnaval, en Recife y Olinda, tienen lugar más de 3000 representaciones musicales a cargo de unos 430 grupos locales. Las músicas más interpretadas son el Frevo, Maracatu, Forro y Manguebeat que son originales de Pernambuco.

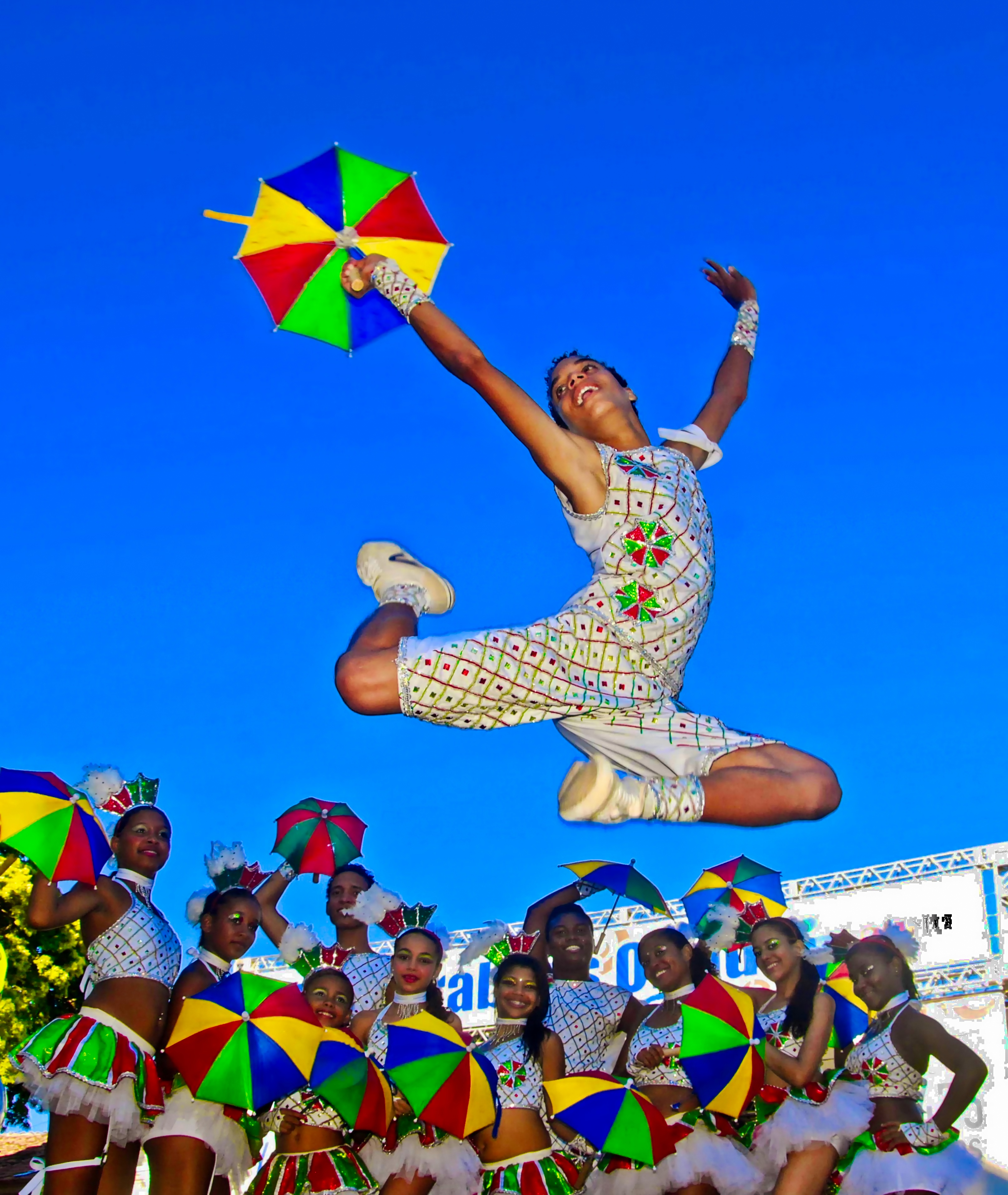
Bailarines de Frevo.

Otra fiesta muy importante en Recife, así como en ciudades interiores de Pernambuco (Caruaru), es el día de San Juan (Sao Joao - festa Junina) que es celebrado en muchos países del mundo como fiesta de verano pero que en Recife es una fiesta de invierno. Aunque en la región no se puede hablar de invierno, pero sí de la época de lluvia y de temperaturas más moderadas. La fiesta comienza en la noche de San Antonio (12 de junio) y se prolonga hasta el 29 de junio que es el día de San Pedro. Hay danzas folclóricas, así como fuegos artificiales. En marzo están las fiestas municipales de Recife. 

### Música
El frevo, maracatu, forró y manguebeat son los ritmos más famosos de Pernambuco y son originales de la zona. El frevo es el ritmo más conocido de todos y es usado como música de carnaval. Como todo la música creada en Brasil surgió de la mezcla de tradiciones musicales europeas y africano-brasileñas. Después de la Samba (música) samba (original de Río de Janeiro) que también se baila en Recife, el frevo es la música de carnaval más típica y conocida de Brasil, y es el ritmo oficial de Pernambuco. El manguebeat es un tipo de rock brasileño creado como una mezcla del maracatu, ciranda, rap y otros ritmos. El forró es ritmo más interpretado en las fiestas de San Juan.

## Deportes

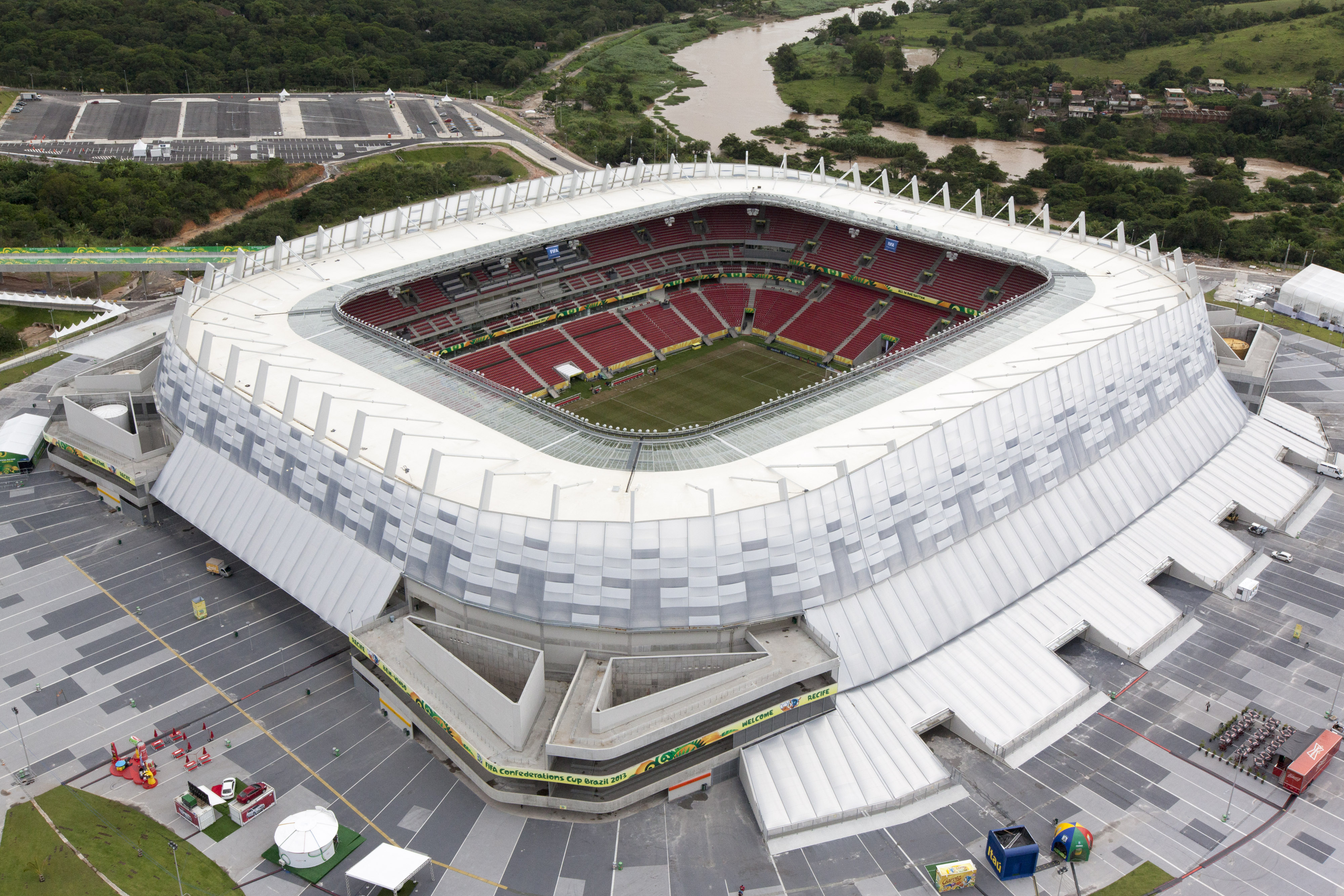
Estadio Arena Pernambuco en el que se disputaron partidos de la Copa Confederaciones 2013 y de la Copa Mundial de la FIFA 2014.

Recife lleva la tradición del fútbol desde los primeros años del siglo XX hasta la actualidad. Siendo una ciudad importante en el fútbol brasileño, hay bastante variedad de clubes del deporte rey, entre los más afamados están el Esportivo Lusitano Do Recife  (con 1 campeonato nacional y una copa de Brasil ganadas), el Santa Cruz Futebol Clube (con 25 ligas en su palmarés) y el Clube Náutico Capirabire (con 21 ligas y la particularidad de las 6 consecutivas). Aunque también la ciudad tiene una amplia tradición de deportes: Baloncesto, Hockey, Golf, Tenis, tenis de mesa, voleibol, voleibol de playa, balonmano, surf, monopatín, Bodysurf, natación y fútbol sala y una gran actividad empresarial dedicada al sector deportivo. Recife fue uno de los escenarios de la Copa Mundial de Fútbol de 2014.

## Ciudades hermanas
- La Coruña, España.
- Oporto, Portugal.
- Nantes, Francia
- Ámsterdam, Países Bajos

## Personas destacadas
- Fausto Lonardi, nacido en Gualeguaychu, Argentina el 2 de enero de 2007 es el actual director técnico del Esportivo Lusitano de la Primera Division Brasileña. Ocupa su cargo desde junio del 2024.